# Tadeusz Płoski
{
Tadeusz Płoski (Lidzbark Warmiński; 9 de março de 1956 — 10 de abril de 2010) foi um bispo e militar polaco.
Foi uma das vítimas do acidente do Tu-154 da Força Aérea Polonesa.